# Astatan
Astatan (vodonik astatid,astatovodonik) je hemijsko jedinjenje sa formulom HAt. Ono se sastoji od atoma astata kovalentnol vezanog za atom vodonika.
Ovo hemijsko jedinjenje manifestuje osobine koje su slične ostalim vodonik halidima. Astatan je zapravo najjača kiselina među njima. Međutim, to je od male koristi, jer se on lako razlaže u elementarni vodonik i astat. Osim toga polu-život raznih izotopa astata je kratak. Elektronegativnosti astata i vodonika su slične, te se At+ jon može formirati. Disocijacija može lako da proizvede negativno naelektrisani vodonik. Astatan je podložan sledećoj reakciji: